# Mackenzie Lintz
Mackenzie Jo Lintz (22 november 1996) is een Amerikaanse actrice.

## Biografie
Lintz werd geboren in een gezin van acteurs en actrices: haar moeder Kelly Lintz, haar broers Matt, Macsen en haar jongere zus Madison spelen allen ook in diverse films en series. In 2014 begon zij met een studie aan de Auburn University in Auburn (Alabama).

## Filmografie

### Films
- 2019 Flying Cars - als Rachel
- 2018 Love, Simon - als Taylor
- 2012 The Hunger Games - als meisje van District 8

### Televisieseries
Uitgezonderd eenmalige gastrollen.
- 2013-2015 Under the Dome - als Norrie Calvert-Hill - 39 afl.